# La censura de Thomas Edison

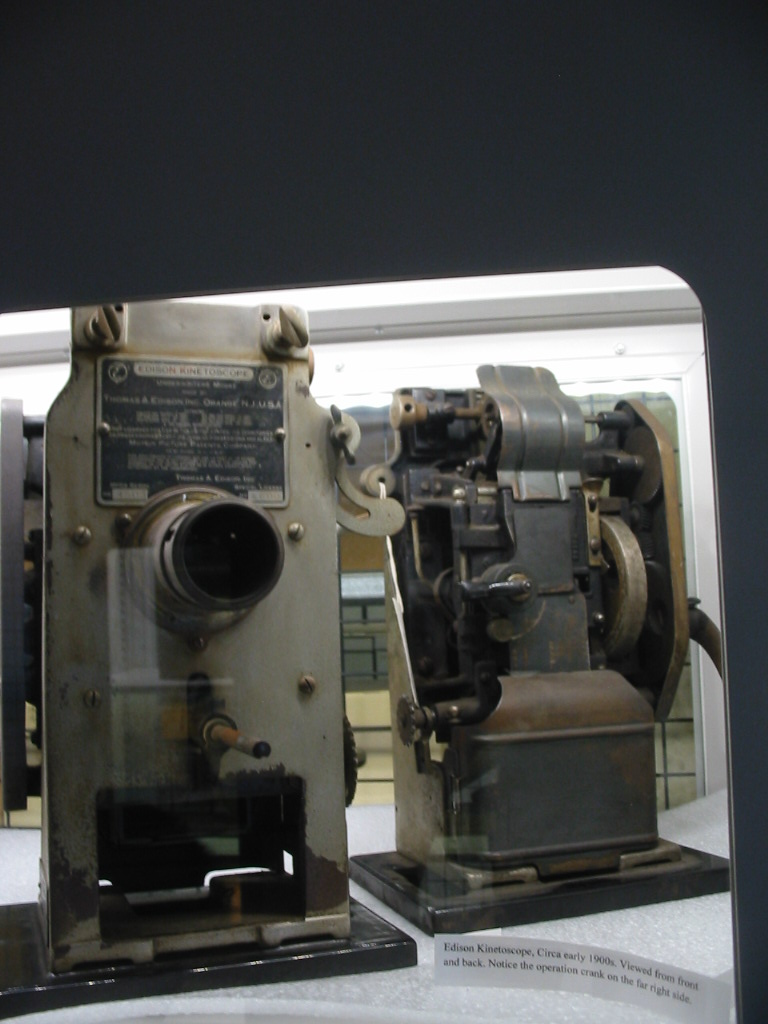
Kinetofono del Parque Histórico Nacional Thomas Edison, principios del siglo XX.

La censura de Thomas Edison, fue un conjunto de limitaciones que el inventor de aparatos tecnológicos primitivos, impuso durante el principio del Siglo XX. Este hecho tuvo como consecuencia, la fuga de muchas personas de la industria del cine hacia el Oeste de los Estados Unidos, donde allá se formó la ciudad de los sueños, también conocida como Hollywood. 

## Historia
Thomas Edison, después de patentar el fonógrafo y perfeccionar la bombilla eléctrica, su compañía, Edison General Electric, cómo que disponía de muchos fondos para cualquier investigación, se  dedicó a crear un aparato capaz de captar el movimiento. Con esta intención, en el 1891, presentó su nuevo aparato llamado Cinetoscopi, que fue desarrollado por William Kennedy Dickson. Este, era capaz de captar el movimiento a partir de unas tiras de película de celuloide perforada. Pero, todavía no se le puede decir cine porque la máquina era de visionado individual, es decir, no se podían proyectar las imágenes en movimiento. Al principio el Cinetoscopi ganó mucho de éxito pero no se llegaron a cubrir los gastos hechos por la empresa de Edison así que este dejó su proyecto.
Por el otra banda, a Francia, Auguste y Louis Lumière, descubrieron el Cinetoscopi de Edison y utilizaron sus progresos tecnológicos para seguir la investigación. Se interesaron en la posibilidad de grabar sus propies imágenes en movimiento para después proyectarlas ante un público. Gracias al mecanismo de avance intermitente consiguieron mejorar el invento de Edison y crearon el Cinematógrafo. Con este aparato pudieron grabar y proyectar la primera película en el 1895. 
El Cinematógrafo triunfó mucho por toda Europa, así que, Thomas Edison, decidió comprar la patente de los Lumière, porque tenía claro que este desarrollo de sus previas investigaciones tendría un gran beneficio económico que podría llevar hacia el continente americano. Edison, quien controlaba todo el negocio de la cuesta Este de los Estados Unidos explotó el nuevo invento puesto que empezó a vender los derechos de uso a pequeñas productoras americanas. De este modo, el inventor acabó dominando toda la industria cinematográfica del Este.

## Sistema mafioso
Para que nadie más pugués explotar el aparato del cinematógrafo a los Estados Unidos y ganar beneficio económico, Thomas Edison impuso un control muy estricto. Para poder utilizar el Cinematógrafo, todos los directores y productoras tenían que pager altas tasas que hacían imposible el desarrollo de una industria #cómo la del cine. Así que muchos de ellos, para evitar el pago, trabajaban en el mercado negro. Thomas Edison para dominar la industria y evitar el mercado negro, denunciaba a todas aqueslles personas que no utilizaban sus cámaras o proyectors.

## Fuga hacia el Oeste
Debido a las graves consecuencias, muchos directores de cine y pequeñas productoras cinematográficas que estaban situadas al este del país, en ciudades cómo Chicago o Nueva York, decidieron huir de esta opresión y los altos impuestos. Así que, se  fueron hacia el Oeste, donde Edison no poseía derechos de explotación. En aquella época, a principios del siglo XX, la parte del Oeste de los Estados Unidos no estaba tanto desarrollada, así que estas pequeñas productoras se instalaron allá, en un pequeño pueblecito junto a Los Àngeles. El lugar fue escogido por Carl Laemmle, un productor de cine alemán que en el 1909 fundó la Yankee Film Compañero. Un golpe llegó a California, compró una finca de 430 km cuadrados donde fundó la Universal City. Esta era una ciudad, que tenía un propio alcalde y departamento de policía, donde  vivían todos los trabajadores de la industria del cine. Mica en mica, otras otras productoras y personas relacionadas con la industria se  fueron instalant por las afueras hasta que finalmente se creó el que se conoce como Hollywood.